# Synegia nephelotis
Synegia nephelotis là một loài bướm đêm trong họ Geometridae.